# Lijst van Vlaamse ministers van Openbare Werken
Dit is een lijst van ministers van Openbare Werken in de Vlaamse regering. 
Sinds 1995 wordt de bevoegdheid samen met die van Mobiliteit (vroeger ook Transport of Vervoer) aan één minister toegewezen; het beleidsdomein en het departement binnen de Vlaamse overheid is dan ook "Mobiliteit en Openbare Werken", allebei gewestbevoegdheden.

## Lijst
| Nr.                                   | Minister | Minister                    | Partij | Partij   | Begin             | Einde             | Regering(en)              | Bevoegdheid                                                 |
| ------------------------------------- | -------- | --------------------------- | ------ | -------- | ----------------- | ----------------- | ------------------------- | ----------------------------------------------------------- |
| 1                                     |          | Marc Galle (1930-2007)      |        | SP       | 22 december 1981  | 23 juli 1982      | Geens I                   | Openbare Werken                                             |
| vacant (23 juli 1982-18 oktober 1988) |          |                             |        |          |                   |                   |                           |                                                             |
| 2                                     |          | Johan Sauwens (1951)        |        | VU       | 18 oktober 1988   | 21 januari 1992   | Geens IV                  | Openbare Werken en Verkeer                                  |
| 3                                     |          | Theo Kelchtermans (1943)    |        | CVP      | 21 januari 1992   | 20 juni 1995      | Van den Brande I, II, III | Openbare Werken en Transport/ Openbare Werken               |
| 4                                     |          | Eddy Baldewijns (1945)      |        | SP       | 20 juni 1995      | 28 september 1998 | Van den Brande IV         | Openbare Werken en Transport                                |
| 5                                     |          | Steve Stevaert (1954-2015)  |        | SP       | 28 september 1998 | 18 maart 2003     | Van den Brande IV, Dewael | Openbare Werken en Transport/ Openbare Werken en Mobiliteit |
| 6                                     |          | Gilbert Bossuyt (1947-2023) |        | sp.a     | 18 maart 2003     | 20 juli 2004      | Dewael, Somers            | Openbare Werken en Mobiliteit                               |
| 7                                     |          | Kris Peeters (1962)         |        | CD&V     | 20 juli 2004      | 27 juni 2007      | Leterme                   | Openbare Werken                                             |
| 8                                     |          | Hilde Crevits (1967)        |        | CD&V     | 28 juni 2007      | 25 juli 2014      | Peeters I, II             | Openbare Werken/ Openbare Werken en Mobiliteit              |
| 9                                     |          | Ben Weyts (1970)            |        | N-VA     | 25 juli 2014      | 2 oktober 2019    | Bourgeois, Homans         | Openbare Werken en Mobiliteit                               |
| 10                                    |          | Lydia Peeters (1969)        |        | Open Vld | 2 oktober 2019    | 30 september 2024 | Jambon                    | Openbare Werken en Mobiliteit                               |
| 11                                    |          | Annick De Ridder (1979)     |        | N-VA     | 30 september 2024 | heden             | Diependaele               | Openbare Werken en Mobiliteit                               |